# Grimsta en Lundvreten
Grimsta en Lundvreten (Zweeds: Grimsta och Lundvreten) is een småort in de gemeente Uppsala in het landschap Uppland en de provincie Uppsala län in Zweden. Het småort heeft 153 inwoners (2005) en een oppervlakte van 22 hectare. Eigenlijk bestaat het småort uit twee plaatsen: Grimsta en Lundvreten.